# Norðskáli
Norðskáli (más néven Norðskála, dánul: Nordskåle) település Feröer Eysturoy nevű szigetén. Közigazgatásilag Sundini községhez tartozik.

## Földrajz
A település a sziget nyugati partján, a Sundini mentén fekszik. Tőle délre épült meg  1973-ban a Streymoyt és Eysturoyt összekötő Streymin-híd. Azóta a híd lábánál fekvő Oyrarbakki jelentős fejlődésen ment át.
A falu temploma 1932-ben épült, házai jellemzően új építésűek.

## Történelem
Első írásos említése 1584-ből származik.

## Népesség
| Év              | Lakosság |
| --------------- | -------- |
| 1986. január 1. | 195      |
| 1991. január 1. | 207      |
| 1996. január 1. | 183      |
| 2001. január 1. | 214      |
| 2006. január 1. | 260      |

## Közlekedés
Norðskáli közvetlenül a Streymin-híd keleti hídfőjétől északra fekszik. Nyugat felé a hídon át Streymoy, Észak felé Eiði, dél felé Oyrarbakki, kelet felé a Norðskálatunnilin alagúton át a sziget déli és keleti része, valamint a távolabbi szigetek érhetők el.
A település térinti a 200-as buszjárat.

### Külső hivatkozások
- faroeislands.dk – fényképek és leírás (angol)
- Norðskáli, Sundini község (feröeri)
- Norðskáli, Visit Eysturoy (feröeri, angol)
- Norðskáli, fallingrain.com (angol)